# Leuchtturm Les Casquets
Der Leuchtturm Les Casquets befindet sich seit 1724 auf den gleichnamigen felsigen Klippen westlich von Alderney und wird als Felsenleuchtturm eingestuft. Er bestand aus drei Türmen, die wegen der Wetterbedingungen mehrfach weiter in die Höhe gebaut wurden.
Die Hauptfunktion der Station besteht darin, die Schifffahrt vor den gefährlichen Gezeitenströmungen und den zahlreichen Felsen in diesem Bereich der Kanalinseln zu schützen.

## Geschichte und Lage
Die Les Casquets sind eine Gruppe von Felsen, etwa 13 km nordwestlich von Alderney und werden von der Vogtei (bailiwick) von Guernsey verwaltet.
Die ersten Leuchtfeuer wurden im Oktober 1724 in Betrieb genommen und bestand aus drei Türmen, die mit Kohlefeuer beleuchtet wurden. Sie wurden von Thomas Le Cocq, dem Besitzer der Felsen, in Lizenz von Trinity House gebaut und betrieben. Ab 1785 ging die Lizenz wieder zurück in die alleinige Verantwortung des Trinity House. Es erfolgten Umrüstungen auf Öllampen mit Metallreflektoren und mechanische Vorrichtungen zum Drehen des Lichtstrahls. Durch schwere Stürme gab es erhebliche Beschädigungen. 1877 wurde der NW-Turm wieder erhöht und die Befeuerung in den anderen beiden Türmen eingestellt.

## Gebäude und Funktion
Der aktive Turm ist ein runder zylindrischer Steinturm mit Laterne und Galerie, bemalt mit roten und weißen horizontalen Bändern. Die darüberliegende Laterne ist rot lackiert.
Die Umstellung auf elektrisches Licht erfolgte 1954, die Optik ist ungewöhnlich, da sie sich entgegen dem Uhrzeigersinn dreht.
Der runde zylindrische Südwestturm, in der Höhe reduziert und weiß gestrichen, wird heute als Helipad genutzt.
Der quadratisch-zylindrische Ostturm, unbemalt, beherbergt das Nebelhorn (2× alle 60 s). Seit dem 11. Mai 2011 wurde das Nebelsignal endgültig eingestellt.
Der Leuchtturm wird jetzt vom Trinity House Operation & Planning Centre Harwich in Essex aus überwacht und gesteuert.

## Briefmarken
Die philatelistische Würdigung des Leuchtturms erfolgte 1976 durch die Darstellung bei der Ausgabe – Guernsey’s Leuchttürme mit einer Briefmarke zu einem Nennwert von 5 Pence.
Briefmarke mit Les Casquets Ligthouse Alderney, 2021

Link zum Bild